# Erwin Koffi
Erwin Koffi, né le 10 janvier 1995 à Paris, est un footballeur franco-ivoirien évoluant au poste d'arrière droit pour l'EA Guingamp.
Né en France, Koffi est un international U23 de la Côte d'Ivoire.

## Biographie

### Carrière en club
Originaire de région parisienne, Erwin Koffi découvre le football à Épinay-sur-Seine et s’engage en 2009 à l’Entente Sannois-Saint-Gratien.
En 2011, Koffi rejoint la Berrichonne de Châteauroux en U17. Ailier gauche, il intègre le groupe de CFA2.
Koffi dispute ses premières minutes de Ligue 2 face à Brest en septembre 2015.
Transféré lors de la saison 2015-2016 au FC Lorient, Erwin Koffi descend d’un cran sur le terrain et devient latéral droit. Le 14 mai 2016, Koffi fait ses débuts en Ligue 1 contre le Gazélec Ajaccio.
En septembre 2016, il signe un contrat professionnel de trois ans avec les Merlus.

### Départ pour Chypre
Toutefois, au début de la saison 2018-2019, Koffi signe avec l'Anórthosis Famagouste, club de première division du championnat de Chypre qui a disputé en 2008-2009 la Ligue des champions.

### Retour en France
Erwin Koffi rejoint le Pau FC au début de la saison 2020-2021. Après des débuts mitigés, il se fixe au poste de latéral droit et s'impose dans le onze titulaire.
Koffi devient le premier joueur à dépasser la barre des 100 matches en Ligue 2 sous la maillot des Maynats.

### Carrière internationale
Né en France de parents d'origine ivoirienne, Koffi a représenté les U23 de Côte d'Ivoire lors d'une défaite amicale 2-0 face au Burkina Faso U23 le 31 août 2016,.